# Ненавижу физ-ру
«Ненавижу физ-ру» (англ. Why I Hate the Gym) — шестой эпизод первого сезона американского мультсериала «Великий Человек-паук».

## Сюжет
Человек-паук сражается с Батроком Прыгуном, а тем временем Доктор Осьминог заключает сделку с Таскмастером. Белая Тигрица помогает Питеру с Прыгуном, говоря Паркеру, что тот не должен пропускать тренировки. На следующий день в школьной столовой директор Колсон сообщает, что с их физруком случился несчастный случай (который подстроил Таскмастер), и представляет временного замещающего, мистера Ягера. Это Таскмастер под прикрытием. Он хочет выявить, кто из учеников является Человеком-пауком. Физкультурник ведёт занятия под предлогом отбора на городские соревнования, и Питер специально не проходит препятствия на тренировке, чтобы никто не заподозрил его в том, что у него есть суперспособности. Ягер отбирает Дэнни Рэнда, Флэша Томпсона и Гарри Озборна. Ава Айала (Белая Тигрица) возмущается, что её не взяли, и хочет прийти на следующий день с Паркером, чтобы снова продемонстрировать свои умения, но Питер не хочет вставать утром в субботу. Ночью Таскмастер вырубает Колсона в его кабинете и усиливает защитную систему школы.
На утро Ава звонит спящему Питеру и говорит, что из спортзала никто не выходит. Он летит в школу. Вместе они выручают уборщика Стэна от вышедшей из под контроля машины, но затем старик проваливается в коморку. Паук и Тигрица находят Колсона, которого Таскмастер подвесил над кислотой в кабинете директора. Он просит их вызвать Фьюри и не биться со злодеем в одиночку, предупреждая, что Таскмастер — боевой хамелеон, но не успевает объяснить, что имел ввиду, и Паук с Тигрицой бегут на крик Гарри. Он кричит им, что преступник копирует любые приёмы, но они не слышат. Гарри и Флэш убегают от злодея, а Дэнни остаётся сражаться с ним. Таскмастер повторяет его боевую технику и побеждает парнишку. Затем злодей настигает Гарри и Флэша и подвешивает первого в сетке-ловушке. Флэш убегает. Таскмастер больше всего подозревает его, что тот Человек-паук. Томпсон прячется в шкафчике Паркера, где лежит запасная маска супергероя. Злодей ищет его, и Человек-паук приходит Флэшу на помощь. Таскмастер сражается с Человеком-пауком, называя его Томпсоном, а затем Тигрица срывает с него маску. Под ней обнаруживается мистер Ягер. Ава понимает, что он выискивал среди них Паука, и поэтому она не прошла отбор.
Далее Тигрица демонстрирует всем пользу тренировок и борется с Таскмастером. После он сбрасывает её с лестницы, но Паук успевает зацепиться за неё паутиной. Злодей стреляет ему в спину, но Паук успевает схватиться за периллы. Таскмастер рассказывает им, что раньше работал с Фьюри, но тот его предал. Негодяй предлагает Пауку сдаться и примкнуть к Таскмастеру, чтобы тот отвёл его к своему шефу, иначе обещает жертв. Человек-паук отказывается и стреляет паутиной в его пистолет, падая с высоты. Тигрица помогает ему дойти до спортивного зала, и у Питера возникает план. Он забирает вторую маску из своего шкафчика, оставляя там Флэша, и заманивает Таскмастера на тренировочную площадку, вырубая там свет. Тигрица, надев маску Паука, и Паркер сражаются со злодеем. Он путает приёмы и не может ориентироваться на местности, потому что Питер и Ава сделали в спортивном зале перестановку. Они побеждают Таскмастера; Паук привязывает его к лавочкам, и включается свет. Злодей угрожает раскрыть его истинную личность Томпсона, но приходит настоящий Флэш. Таскмастер бросает дымовую завесу и сбегает. Вернувшись к Октавиусу, он рекомендует учёному сделать так, чтобы Паук сам его нашёл. После инцидента Флэш хвастается журналистам, что работал с Человеком-пауком, а Питер с командой говорят с Колсоном.

## Отзывы
Оливер Сава из The A.V. Club поставил эпизоду оценку «B-» и написал, что «Таскмастер — один из его любимых наёмников в Marvel», похвалив актёра озвучки Клэнси Брауна. Критик уверен, что «у каждого есть учитель физкультуры, которого действительно ненавидят». В конце рецензент понадеялся, что «истории [в мультсериале] станут немного более сложными, чем „убийца, который притворяется учителем физкультуры“», отметив, что «в целом это всё ещё забавное 22-минутное путешествие во вселенную Marvel».
Сайт CBR поставил серию на 9 место в топе лучших эпизодов 1 сезона мультсериала по версии IMDb.